# 25418 Deshmukh
25418 Deshmukh este un asteroid din centura principală de asteroizi.

## Descriere
25418 Deshmukh este un asteroid din centura principală de asteroizi. A fost descoperit pe 4 noiembrie 1999 la Socorro, New Mexico, în cadrul proiectului LINEAR. Asteroidul prezintă o orbită caracterizată de o semiaxă mare de 2,36 ua, o excentricitate de 0,15 și o înclinație de 3,3° în raport cu ecliptica.